# Наумовка (Калінінградська область)
Наумовка (рос. Наумовка) — селище Гур'євського міського округу, Калінінградської області Росії. Входить до складу Храбровського сільського поселення.
Населення —  85 осіб (2015 рік). 

## Населення
| 2002 | 2010 |
| ---- | ---- |
| 64   | ↗85  |